# CLIP

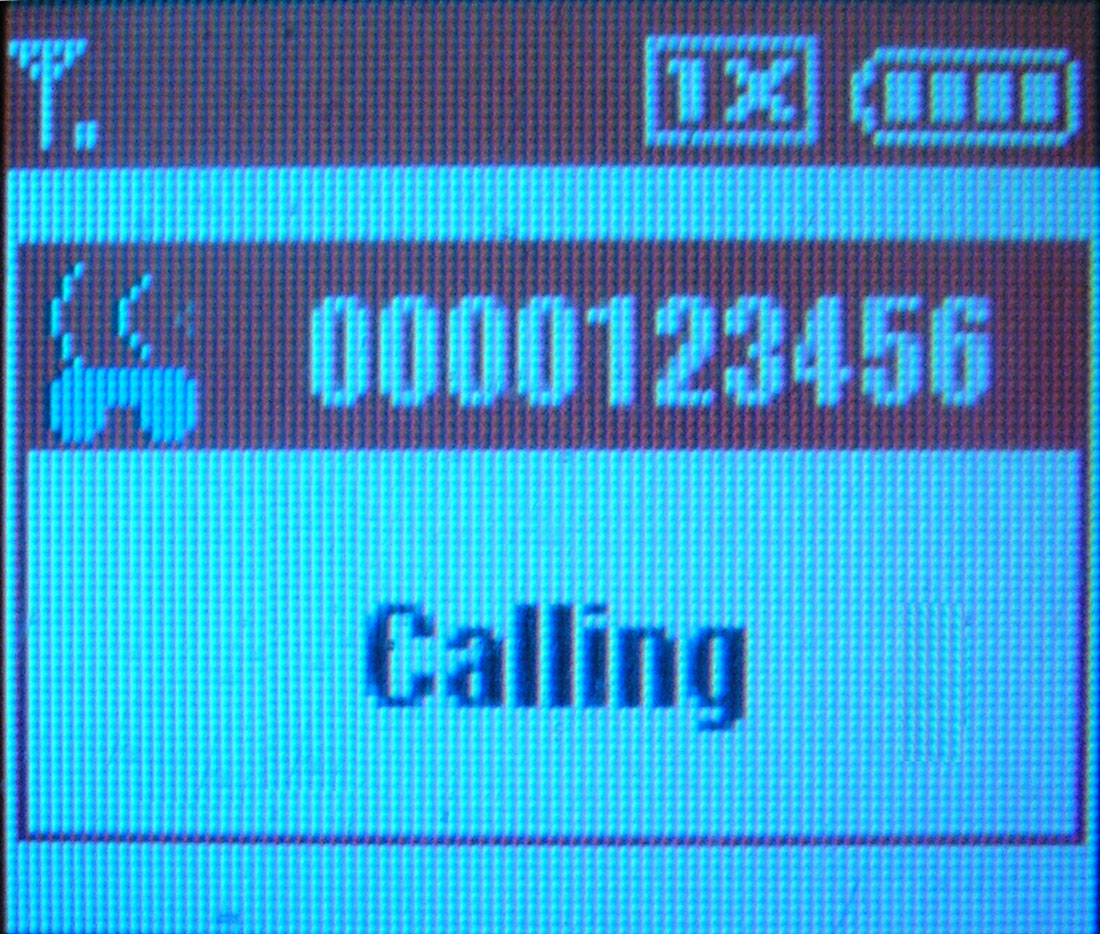
Przykładowy CLIP.

CLIP (ang. Calling Line Identification Presentation) – wyświetlanie numeru telefonu osoby do nas dzwoniącej.
Usługa CLIP polega na tym, że na aparacie telefonicznym odbiorcy (lub innym urządzeniu podłączonym do linii telefonicznej) wyświetla się numer telefonu dzwoniącego. Numer nie pojawi się, jeśli telefon dzwoniący ma włączoną usługę CLIR.